# جانيت مارتي
جانيت مارتي هي لاعبة هوكي الجليد سويسرية، ولدت في 11 أغسطس 1975 في زوغ في سويسرا.

## وصلات خارجية
- جانيت مارتي على موقع EliteProspects.com (الإنجليزية)
- جانيت مارتي على موقع Eurohockey.com (الإنجليزية)
- جانيت مارتي على موقع أوليمبيديا (الإنجليزية)